# 隋洪波
隋洪波（1970年7月—），男，山东海阳人，汉族，中国共产党党员。中华人民共和国政治人物。

## 生平
曾任伊春市市长、中共伊春市委书记。2024年7月，升任黑龙江省人民政府副省长。